# کاپرونی سی‌ای.۹۷
کاپرونی سی‌ای. ۹۷ (به انگلیسی: Caproni_Ca.97) یک هواگرد ملخ‌پیشین تک‌موتوره از نوع ترابری غیرنظامی ساخت شرکت Caproni است. هواگرد کاپرونی سی‌ای. ۹۷ نخستین پروازش را در ۱۹۲۷ میلادی انجام داد. در مجموع، تعداد ۱۳ فروند از این هواگرد ساخته شده‌است.